# Двуцветен ястреб
Двуцветният ястреб (Accipiter bicolor) е вид птица от семейство Ястребови (Accipitridae). Видът е незастрашен от изчезване.

## Разпространение
Разпространен е в Аржентина, Боливия, Бразилия, Чили, Колумбия, Коста Рика, Еквадор, Ел Салвадор, Френска Гвиана, Гватемала, Гвиана, Хондурас, Мексико, Никарагуа, Панама, Парагвай, Перу, Суринам, Уругвай и Венецуела.